# Индонезийско-казахстанские отношения
Индонезийско-казахстанские отношения — двусторонние дипломатические отношения между Индонезией и Казахстаном были официально установлены в 1993 году. Они обладают изобилием природных ресурсов, преимущественно мусульманским населением, обеспечивают гармоничное разнообразие и приверженность правам человека и демократии. Страны договорились расширять сотрудничество в нескольких секторах экономики, таких как сельское хозяйство, промышленность, фармацевтика, нефть, транспортная инфраструктура и машиностроение. Являются членами Организации Объединённых Наций и Организации исламского сотрудничества, а также странами-партнëрами БРИКС.

## История
Индонезия признала независимость Казахстана 28 декабря 1991 года. 2 июня 1993 года страны официально установили дипломатические отношения. 29 декабря 2010 года Индонезия открыла посольство в Астане, а 13 апреля 2012 года было открыто посольство Казахстана в Джакарте.

## Визиты на высоком уровне
В апреле 1995 года президент Индонезии Сухарто совершил государственный визит в Алма-Ату, а спустя чуть более трех месяцев был нанесён ответный визит президента Казахстана Нурсултана Назарбаева в Джакарту. С 12 по 14 апреля 2012 года президент Нурсултан Назарбаев совершил государственный визит в Джакарту. Президент Индонезии Сусило Бамбанг Юдойоно посетил Астану 2 сентября 2013 года.

## Торговля и инвестиции
По данным Министерства торговли Индонезии, объём товарооборота между странами в 2012 году достиг суммы 63 156 млн долларов США, что на 90,5 % больше по сравнению с показателем 2011 года в 33 153 млн долларов США. Торговый баланс в 2012 году был в пользу Казахстана, в котором было зафиксировано положительное сальдо в размере 46 миллионов долларов США по сравнению с Индонезией. Страны планируют стимулировать инвестиции и торговлю, особенно в пшеничной, хлопковой и резиновой промышленности, а также в добыче и разведке нефти. Одно из которых — совместное предприятие по производству шин в Казахстане со стоимостью инвестиций 100 миллионов долларов США. Планируется также построить индонезийскую фабрику по производству лапши быстрого приготовления в Казахстане, поскольку Индонезия является одним из крупнейших в мире производителей и потребителей данного продукта и имеет опыт работы в этой отрасли, а Казахстан является одним из крупнейших производителей пшеницы в регионе, что позволило бы сделать производственный процесс более дешевым и практичным. Это возможность для индонезийского бренда лапши быстрого приготовления выйти на рынки Центральной Азии, России и даже Европы.

## Дипломатические представительства
- Индонезия имеет посольство в Нур-Султане[6].
- Казахстан содержит посольство в Джакарте[7].

### Послы Казахстана в Индонезии
1. Б. Атамкулов (2010-12)
2. А. Оразбай (2012-01.2019)
3. Д. Сарекенов (05.2019-10.2023)
4. С. Абдыкаримов (с 10.2023)

### Послы Индонезии в Казахстане
- (посольство с 29 декабря 2010)

1. Фостер Гултом Foster Gultom (3 сентября 2012 — март 2017)
2. Рахмат Прамоно Rahmat Pramono (13 марта 2017 — по настоящее время)